# カルタニッセッタ
カルタニッセッタ（イタリア語: Caltanissetta ( 音声ファイル)、 シチリア語: Nissa または Cartanissetta）は、イタリア共和国のシチリア島中部にある都市で、その周辺地域を含む人口6万1000人の基礎自治体（コムーネ）。カルタニッセッタ県の県都である。県内ではジェーラに次ぎ第二のコムーネ人口を有する。

## 名称
日本語文献では「カルタニセッタ」と表記されることもある。

## 地理

### 位置・広がり

#### 隣接コムーネ
隣接するコムーネは以下の通り。括弧内のAGはアグリジェント県、ENはエンナ県、PAはパレルモ県にそれぞれ所属する。
- カニカッティ (AG)
- デーリア
- エンナ (EN)
- マリアノーポリ
- マッツァリーノ
- ムッソメーリ
- ナーロ (AG)
- ペトラリーア・ソッターナ (PA)
- ピエトラペルツィーア (EN)
- サン・カタルド
- サンタ・カテリーナ・ヴィッラルモーザ
- セッラディファルコ
- ソンマティーノ

## 行政

### 分離集落
カルタニッセッタには以下の分離集落（フラツィオーネ）がある。
- villaggio Santa Barbara, Borgo Petilia, Borgata Favarella, Cozzo di Naro, Borgo Canicassè Casale, Prestianni, Santa Rita, Torretta, Xirbi

## 姉妹都市
- ロチェスター、アメリカ合衆国 1965年
- チッタノーヴァ、イタリア 2008年
- セビリア、スペイン 2011年